# 在住
| ウィキペディアには「在住」という見出しの百科事典記事はありません（タイトルに「在住」を含むページの一覧/「在住」で始まるページの一覧）。 代わりにウィクショナリーのページ「在住」が役に立つかもしれません。 |